# Gloria Sierra
Gloria Sierra Treviño (Monterrey, Nuevo León, México; 27 de julio de 1984), más conocida como Gloria Sierra, es una actriz mexicana.

## Vida personal
Se casó con su excompañero Miguel Ángel Biaggio de la telenovela, Muchachitas como tú el 16 de agosto de 2008 con quien tuvo tres hijas, Eugenia, nacida el 28 de enero de 2009, Julieta nacida el 29 de abril de 2011 y Victoria nacida el 22 de febrero de 2012

## Vida profesional
Gloria Sierra hizo su debut en 2007 cuando protagonizó Muchachitas como tú de Emilio Larrosa donde interpretó a "Mónica Sánchez-Zúñiga", compartiendo créditos con Ariadne Díaz, Gabriela Carrillo y Begoña Narváez.
En 2008, participa en la producción de Angelli Nesma Al diablo con los guapos, protagonizada por Allison Lozz y Eugenio Siller, con el personaje de "Nefertiti"
En 2010 tiene una participación especial en la telenovela Zacatillo, un lugar en tu corazón, producida por Lucero Suárez y protagonizada por Ingrid Martz y Jorge Aravena.
También en 2010 participó en la serie "Mujeres Asesinas 3" en el capítulo de "Anette y Ana nobles", con el personaje de "Inna".
En 2011 participa en la telenovela "Amorcito Corazón" con el personaje de la Doctora Ana.

## Filmografía

### Telenovelas
- Perdona nuestros pecados (2023) - Natalia Chávez
- Te doy la vida (2020) - Mónica del Villar[1]
- Amores con Trampa (2015) - Julia Villalpando
- Amorcito corazón (2011-2012) - Ana
- Zacatillo (2010) - Ximena
- Al diablo con los guapos (2007-2008) - Nefertiti
- Muchachitas como tú (2007) - Mónica Sánchez-Zúñiga

### Series Unitarias de TV
- Esta historia me suena Vol.3 
  - El reloj cucú (2020) -  Camila
- Como dice el dicho Temporada 3
  - Ni bebas agua que no veas, ni firmes cartas que no veas (2013) - Clara
- Mujeres asesinas 3
  - Annette y Anna, nobles (2010) - Inna
- La rosa de Guadalupe
  - Tú menos que nadie (2008) - Florencia